# Chiến trường
Chiến trường là địa điểm giao tranh giữa các lực lượng quân đội thù địch trong một cuộc chiến tranh. Về chiến thuật đó có thể là một địa điểm trong một trận đánh, hoặc về chiến lược đó là phạm vi rộng lớn như một mặt trận.

## Tầm quan trọng
Các chiến trường có thể khác nhau về tầm quan trọng hoặc sức mạnh quân sự. Do đó, theo cách gọi của Đảng Cộng sản Việt Nam, có khái niệm chiến trường chính và chiến trường phụ,  chiến trường phụ còn gọi là chiến trường phối hợp. Trong cuộc Chiến tranh Đông Dương, miền Bắc Việt Nam được xem là chiến trường chính, là nơi giao tranh chủ yếu giữa Pháp và Việt Minh. Trong Chiến tranh Việt Nam, miền Nam Việt Nam lại có tầm quan trọng được xem là chiến trường chính.

## Vai trò
Sức mạnh quân đội trên chiến trường phụ thuộc vào đường hậu cần, với các nguồn lực từ hậu phương chuyển đến. Kết quả thành bại trên chiến trường sẽ ảnh hưởng đến vị thế của một bên trong đấu tranh ngoại giao, có thể quyết định kết quả các cuộc đàm phán.

### Sách, tài liệu
- Đảng cộng sản Việt Nam (2001). Văn kiện Đảng toàn tập, Tập 13. Nhà xuất bản Chính trị quốc gia.
- Đinh Xuân Dũng (2004). Điện Biên Phủ: tuyển tập hồi ký (trong nước). Nhà xuất bản Chính trị quốc gia. OCLC 56379841.
- Đỗ Tất Thắng, Phạm Thúy Nga (2005). Đại tướng Võ Nguyên Giáp với cuộc kháng chiến chống Mỹ, cứu nước. Nhà xuất bản Quân đội nhân dân. OCLC 1013812801.
- Lê Văn Thái (2004). Chiến thắng Điện Biên Phủ: cột mốc vàng lịch sử. Nhà xuất bản Chính trị quốc gia. ISBN 9786045707425.
- Nghiêm Kế Tổ (1954). Việt-Nam máu lửa. Nhà xuất bản Mai Lĩnh. OCLC 21035971.
- Trình Mưu (2003). Lịch sử kháng chiến chống thực dân Pháp của quân và dân liên khu IV, 1945-1954. Nhà xuất bản Chính trị quốc gia. OCLC 52866679.
- Văn Tiến Dũng (1978). Chiến tranh nhân dân, quốc phòng toàn dân. Nhà xuất bản Quân đội nhân dân. OCLC 7277285.
- Viện thông tin khoa học xã hội (1985). "Thông tin khoa học xã hội" (Tài liệu). Viện thông tin khoa học xã hội. {{Chú thích tài liệu}}: Đã bỏ qua tham số không rõ |url= (trợ giúp)